# Кравчик чорноголовий
Кра́вчик чорноголовий (Orthotomus nigriceps) — вид горобцеподібних птахів родини тамікових (Cisticolidae). Ендемік Філіппін.

## Поширення і екологія
Чорноголові кравчики мешкають на сході острова Мінданао, а також на островах Дінагат, Сіаргао і Букас-Гранде. Вони живуть у вологих рівнинних тропічних лісах, зустрічаються на висоті до 1000 м над рівнем моря.